# High-Deck-Siedlung

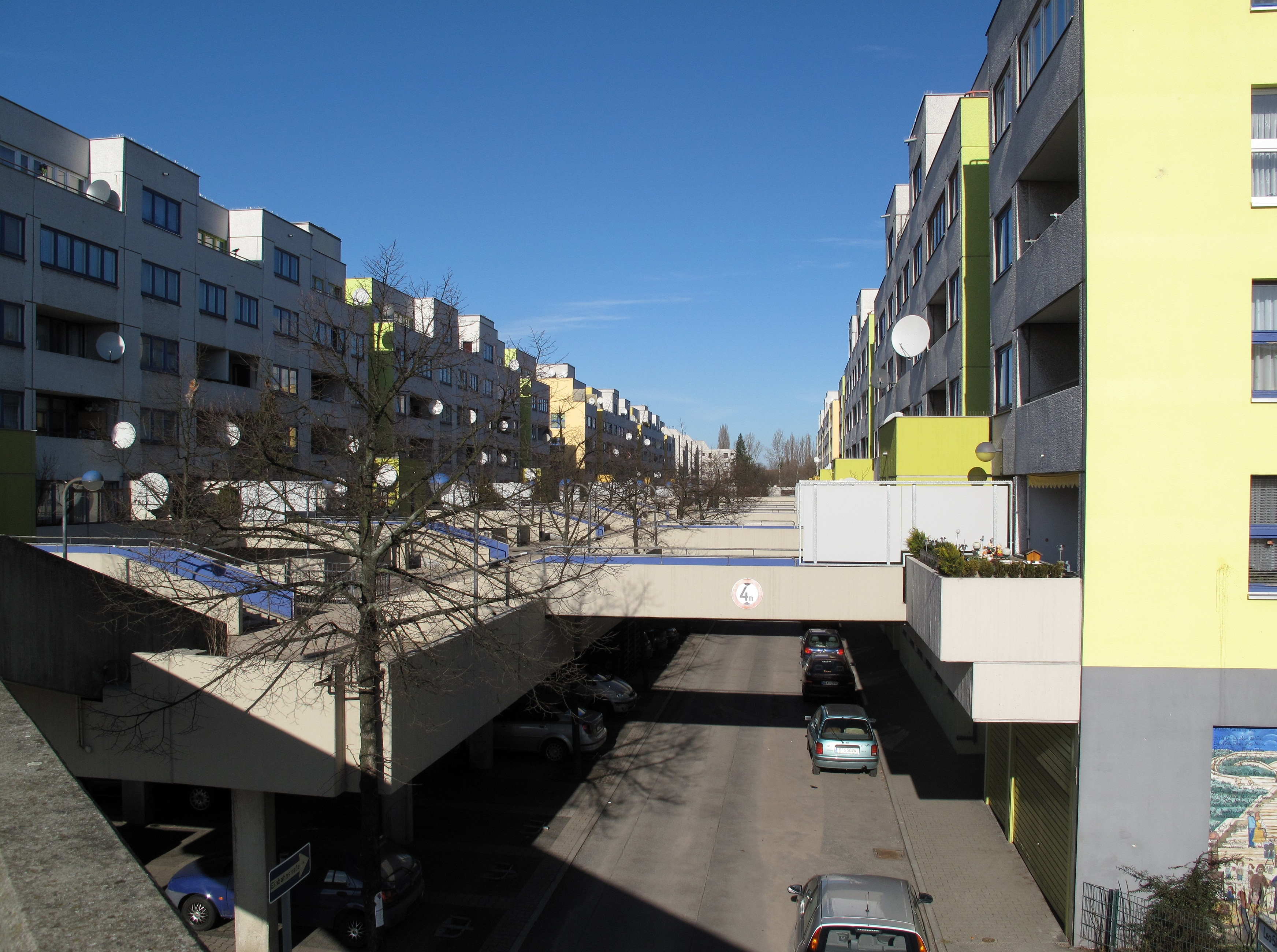
High-Deck an der Leo-Slezak-Straße

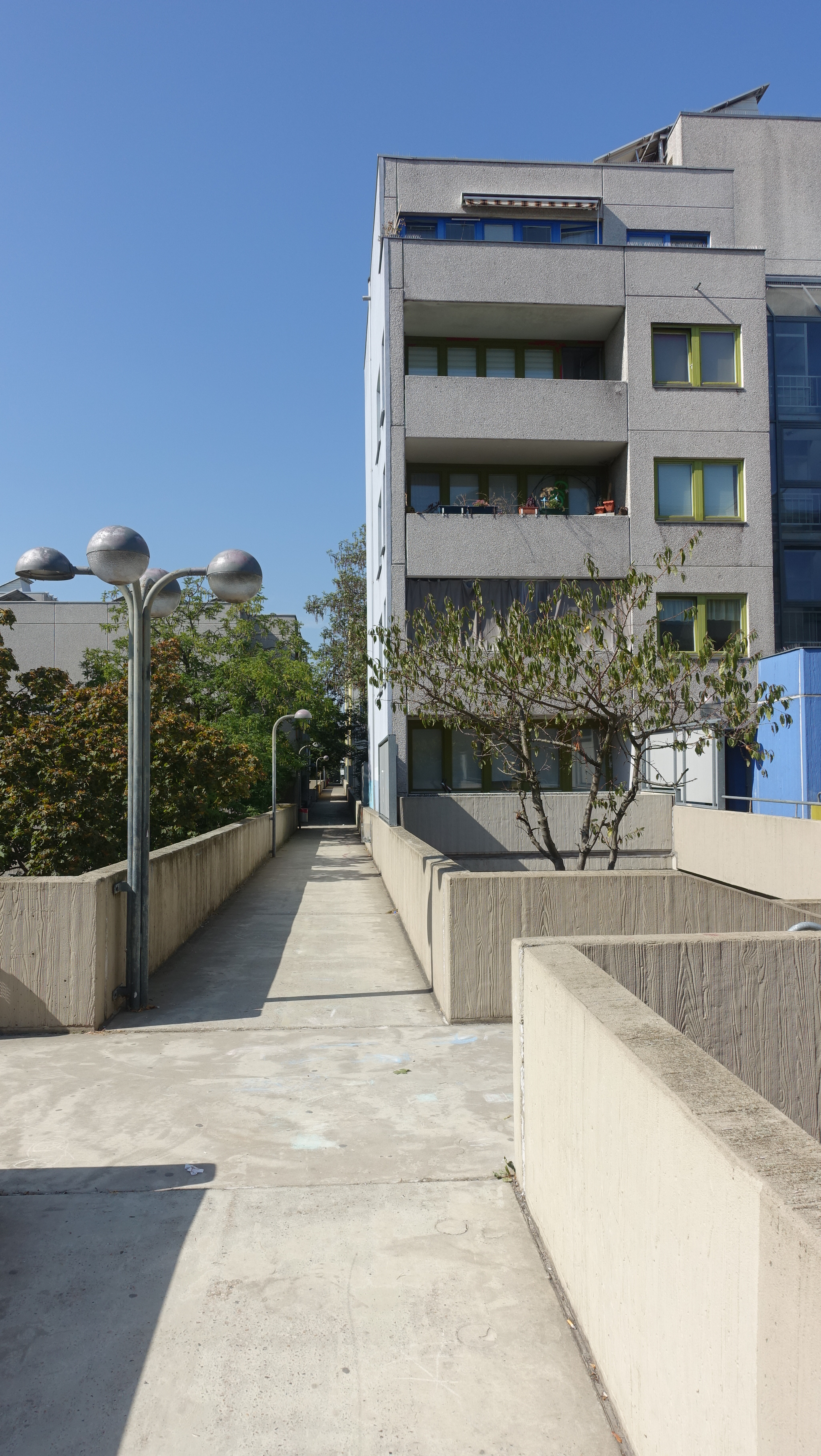
Querverbindungssteg der Decks, 2024

Die High-Deck-Siedlung ist eine Großsiedlung mit rund 6000 Bewohnern im Berliner Ortsteil Neukölln des gleichnamigen Bezirks. Die Siedlung entstand in den 1970er und 1980er Jahren im Rahmen des sozialen Wohnungsbaus. Das städtebauliche Konzept wandte sich gegen die bauliche Dichte der übrigen Berliner Großsiedlungen mit aneinandergereihten Hochhäusern wie im Märkischen Viertel oder der Gropiusstadt und setzte auf eine baulich-funktionale Trennung von Fußgängern und Autoverkehr. Hochgelagerte, dezent begrünte Wege (die namensgebenden „High-Decks“) verbinden die überwiegend fünf- bis sechsgeschossigen Gebäude, die über rund 2400 Wohnungen verfügen. Die Straßen und Garagen mit mehr als 1000 Stellplätzen liegen unter den High-Decks. Spätestens 25 Jahre nach dem Bau galt das als innovativ gepriesene Konzept der Siedlung bereits als gescheitert.
In den 1970er Jahren waren die Wohnungen wegen ihres Zuschnitts begehrt und Inbegriff für zeitgemäßes Wohnen am grünen Rand West-Berlins. Die Wohnungen lagen unweit der Berliner Mauer an der Grenze zum Ost-Berliner Bezirk Treptow. Nach der politischen Wende und dem Mauerfall verlor das Quartier seine ruhige Grenzlage, büßte an Attraktivität ein und entwickelte sich in den 1990er Jahren durch Segregation zum sozialen Brennpunkt. In der High Deck-Siedlung leben hauptsächlich Menschen mit Migrationsgeschichte aus dem arabischen Raum. 2007 lebte mehr als die Hälfte der Einwohner von Transferleistungen. Mit der Einrichtung eines Quartiersmanagements und weiteren Sozial- sowie Kunstprojekten versucht die Stadt Berlin gegenzusteuern und die Siedlung wieder aufzuwerten.
Seit November 2020 steht die High-Deck-Siedlung unter Denkmalschutz.

## Lage und Baugelände

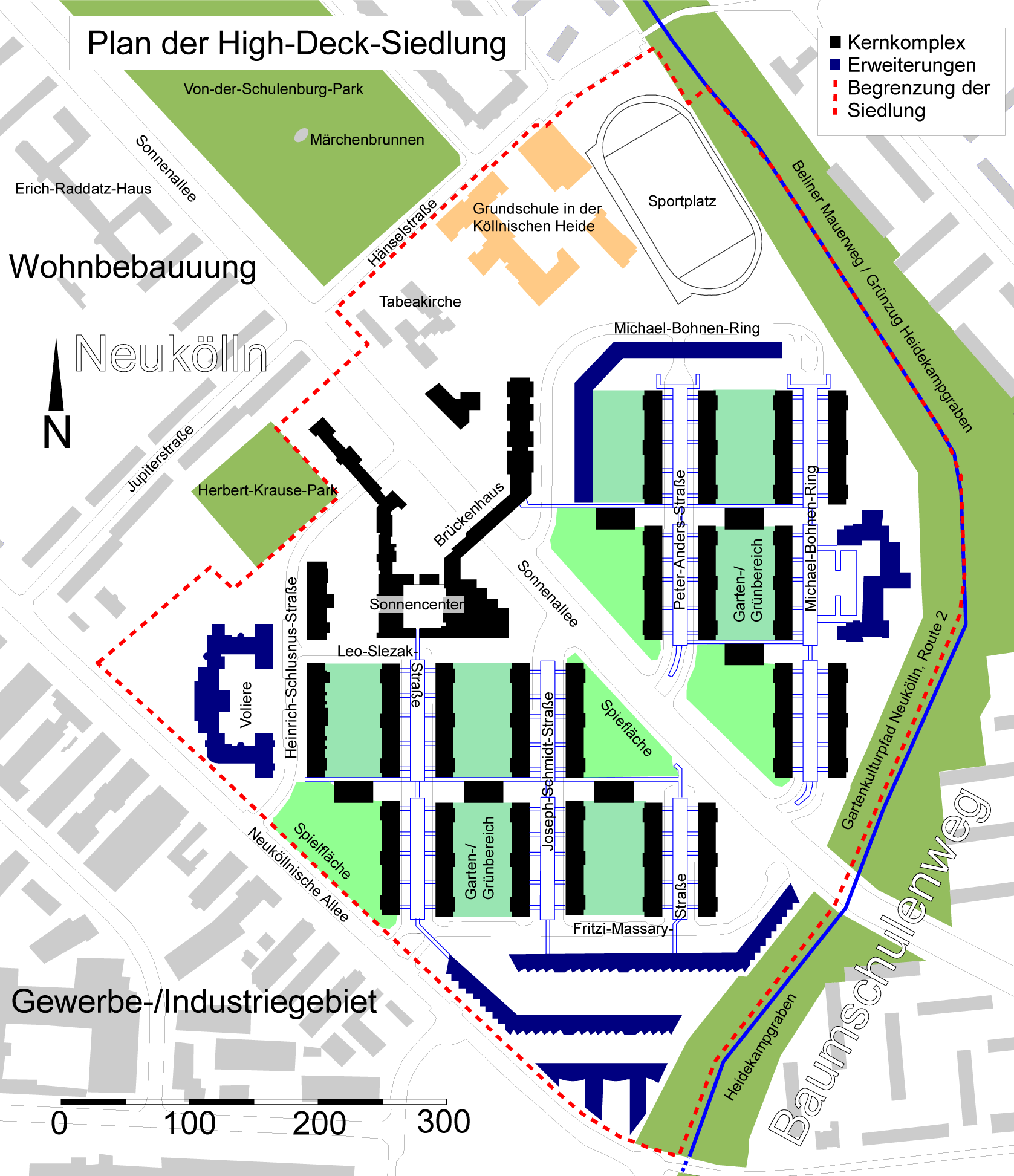
Lage der High-Deck-Siedlung

Das 32 Hektar umfassende Areal der High-Deck-Siedlung liegt zu beiden Seiten der Sonnenallee im Berliner Bezirk Neukölln des gleichnamigen Ortsteils. Ein über die stark befahrene Sonnenallee geführtes Brückenhaus aus dem Jahr 1982, das „Eingangstor der Siedlung“, verbindet die beiden Siedlungsteile. Die Neuköllnische Allee begrenzt das Quartier im Südwesten. In nordwestlicher Richtung bilden der Von-der-Schulenburg-Park an der Hänselstraße und der Herbert-Krause-Park mit dem benachbarten Ausbildungszentrum des Naturschutz- und Grünflächenamtes Neukölln (NGA) (ehemalige Städtische Gärtnerei) an der Jupiterstraße die Grenze. Den Abschluss nach Osten und Nordosten markiert der Grünzug Heidekampgraben, auf dem der Berliner Mauerweg verläuft. Der Heidekampgraben bildet die Grenze zwischen Neukölln und dem Ortsteil Baumschulenweg des Bezirks Treptow-Köpenick. Bis zur deutschen Wiedervereinigung verlief entlang des Grabens die Grenze zwischen West- und Ost-Berlin.
Das Siedlungsgelände gehörte zur Köllnischen Heide, einem ehemals ausgedehnten Wald- und Wiesengebiet im sandig-morastigen Berliner Urstromtal. Die der Siedlung östlich des Britzer Verbindungskanals benachbarte Königsheide bildet ein Relikt dieser Waldgebiete südlich der Spree. Im späten Mittelalter wurden die Talflächen der Spree besiedelt und weite Bereiche der Köllnischen Heide als Weideland genutzt. Mit der zunehmenden Industrialisierung und Urbanisierung wurden große Flächen für den Wohnungs- und Industriebau gerodet. Bis zum Beginn der 1970er Jahre gehörte das Areal der späteren High-Deck-Siedlung zu Berlins größtem zusammenhängenden Kleingartengelände in den Bereichen Köllnische Heide, Baumschulenweg und Johannisthal und war von einigen Industrie- und Gewerbebetrieben umgeben. Zum Baubeginn befanden sich auf dem Gelände rund 750 Schrebergartenparzellen, die der Siedlung weichen mussten. Am nordwestlichen Rand des Gebietes bestehen seit den 1950er und 1960er Jahren ein Kirchsaal mit freistehendem Glockenturm und eine Kindertagesstätte der Tabea-Gemeinde der evangelischen Kirchengemeinde Rixdorf im Kirchenkreis Neukölln (Evangelische Kirche Berlin-Brandenburg-schlesische Oberlausitz). Die Senatsverwaltung für Stadtentwicklung bezieht das Gemeindegelände in das Quartiersmanagementgebiet High-Deck-Siedlung ein.

## Städtebauliches Konzept
Die Teilung der Stadt durch den Mauerbau 1961 hatte in West-Berlin zu einem Mangel an Baugelände geführt, sodass mehrere Großwohnsiedlungen in Stadtrandlage errichtet wurden. Nach der weitgehenden Fertigstellung der Gropiusstadt (1962–1975) zwischen den alten Siedlungen Britz, Buckow und Rudow und des Märkischen Viertels (1963–1974) in Wittenau fiel in den 1970er Jahren die Entscheidung für zwei weitere Neubaugebiete: die Dammwegsiedlung und die Weiße Siedlung an der Neuköllner Aronsstraße (1972–1974) sowie die High-Deck-Siedlung.

### Hintergrund und Wettbewerb
Für die High-Deck-Siedlung schrieb der West-Berliner Senat 1970 einen städtebaulichen Wettbewerb aus. Die Ausschreibung und die Wahl des Geländes am Rand der Köllnischen Heide galten als Politikum. Die zum Teil im Gewerkschaftsbesitz befindliche Berliner Fertigbau stand nach der weitgehenden Fertigstellung des Märkischen Viertels ohne Aufträge da. Zur Vermeidung von Entlassungen verschaffte der Senat der Fertigbauindustrie mit der Ausschreibung neue Absatzmöglichkeiten. Das Werk der Berliner Fertigbau lag passenderweise direkt neben dem Schrebergartengelände, dem späteren Standort der Siedlung. Der Wettbewerbsjury gehörten zudem Vertreter des Werks an, die die eingereichten Entwürfe auf ihre Möglichkeiten zur seriellen Fertigung hin prüften.

### Siegerentwurf – Abkehr von der „Urbanität durch Dichte“
Die Wettbewerbsjury entschied sich 1970 für den zu dieser Zeit innovativen Entwurf der Architekten Rainer Oefelein und Bernhard Freund. Zwar folgten rund drei Viertel der eingereichten Entwürfe dem in Berlin bis dahin gängigen Hochhaus-Konzept der Urbanität durch Dichte und autogerechten Stadt und entsprachen damit eher den Produktionserfordernissen der Berliner Fertigbau, doch setzten sich die fortschrittlicheren Jurymitglieder durch. Nach der in weiten Kreisen aufkommenden Hochhauskritik war die Zeit laut Darstellung des Architekturhistorikers Heiko Haberle reif für eine städtebauliche Trendwende und einen neuen Entwurf einer autarken, familien- und kindgerechten Stadt in der Stadt. Zudem erschien der Siegerentwurf kostengünstig.

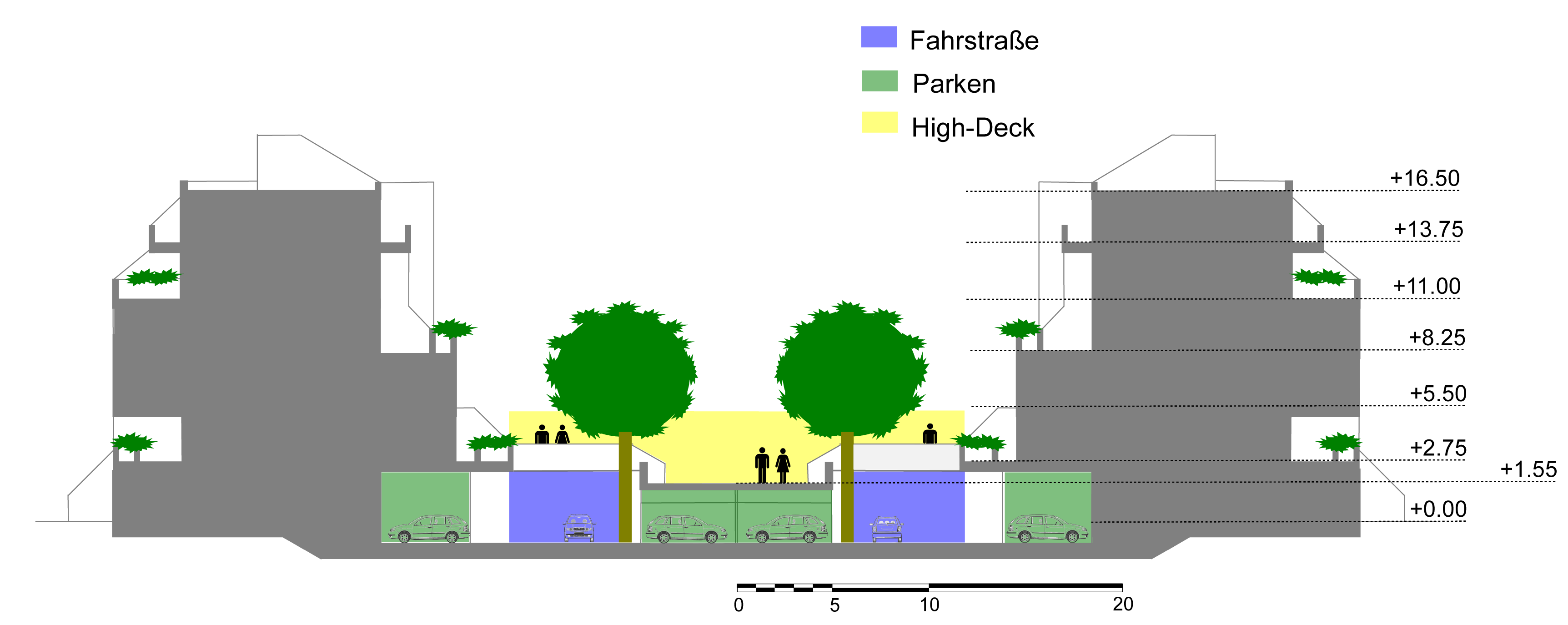
Querschnitt nach dem Entwurf von Oefelein/Freund. Die Terrassierung der Wohnblocks wurde nicht ausgeführt. Die vorhandenen Bäume erreichten bis 2011 nicht die Höhe, die für den angedachten raumwirksamen Allee-Eindruck der High-Decks erforderlich wäre.

„Konzeptioneller Gedanke beim städtebaulichen Entwurf waren zwei sich scheinbar widersprechende Zielvorstellungen städtischen Wohnens: Stadtraum, Öffentlichkeitsbezug, Informationsdichte einerseits und ungestörte Grünzonen, Gartenbezug, Freiraum andererseits. Das städtebauliche Konzept baut auf dem Spannungsfeld dieser unterschiedlichen Außenraumbereiche auf. Elemente sind der ruhige Gartenbereich und die städtische Kontaktzone. Begünstigt durch die topografische Lage der Sonnenallee über dem Baugelände, wurde erstmals versucht, den fließenden und ruhenden Autoverkehr (in der unteren Ebene) vom Fußgängerverkehr (in der oberen Ebene) zu trennen und dadurch den Fußgängerbereich multifunktional nutzbar zu machen“

Das serielle Fertigungsverfahren, nach dem die Berliner Fertigbau arbeitete, stammte aus den 1950er Jahren und bot mit relativ kleinen Spannweiten und Fassaden, die die Lasten nach unten abtrugen, nur sehr beschränkte architektonische Gestaltungsmöglichkeiten, sodass es bei dem Siegerentwurf zu erheblichen Änderungen kam. Die im Konzept vorgesehene Terrassierung der Wohnungen war nicht durchzuführen und die Fassaden konnten nur in Waschbeton oder Fliesenform ausgeführt werden. Der Bau erfolgte ohne Gerüst und damit gab es keine Gelegenheit, nach dem Einbau an die Fassaden heranzukommen. Da die Architekten befürchteten, dass die Fliesen bald wieder abfallen könnten, entschieden sie sich für den Waschbeton. Darüber hinaus verhinderte der Kostendruck der Wohnbauförderungsbestimmungen, die Vorstellungen von Oefelein und Freund zur Nutzung des Treppen- und Rampensystems über den Straßen auch als Kommunikations-, Erholungs- und Spielbereich komplett umzusetzen. Beispielsweise wurden bereits eingekaufte Pflanztröge für die Brüstungen wieder gestrichen, da ihre Wartung zu teuer erschien. Dennoch wurde das Konzept in der Öffentlichkeit als positives Beispiel neuen Wohnungsbaus gelobt. Zwar gab es in England Vorbilder zur Trennung des Auto- und Fußgängerverkehrs, die hier vorgesehene und dann auch realisierte flächendeckende Stapelung der beiden Verkehrsebenen stellte im europäischen Siedlungsbau laut Haberle jedoch eine typologische Innovation dar.

## Bauausführung
Der Bau der Siedlung erfolgte zwischen 1975 und 1984, die ersten Wohnungen waren 1976 bezugsfertig. Bauherr war die Stadt und Land Wohnbauten-Gesellschaft mbH (kurz: Stadt und Land), eine Tochtergesellschaft der zu dieser Zeit stadteigenen Gemeinnützigen Siedlungs- und Wohnungsbaugesellschaft Berlin mbH (GSW). Die Baubetreuung lag bei der GSW, die Ausführung weitgehend bei der Berliner Fertigbau. Die Gesamtkosten waren auf 400 Millionen Mark veranschlagt (kaufkraftbereinigt in heutiger Währung: rund 444 Millionen Euro).

### Die High-Decks
Nach dem Konzept von Oefelein und Freund erstellte die Gesellschaft Stadt und Land 2019 Wohneinheiten und 414 Parkplätze unter den Decks sowie 309 Garagenplätze. Die Garagenplätze liegen in den Kellergeschossen der Wohnungen, die Straßen befinden sich auf Höhe der Kellergeschosse. Die High-Decks sind jeweils in der Straßenraummitte als Fußgängertrassen aufgeständert und von den Straßen und Grünanlagen durch Rampen und Treppen zugänglich. Von den zentralen, 3,33 m hohen und zehn Meter breiten High-Decks führen um einen weiteren Meter höher liegende, schmale Brückenstege zu den Haupteingängen der Wohnblocks.

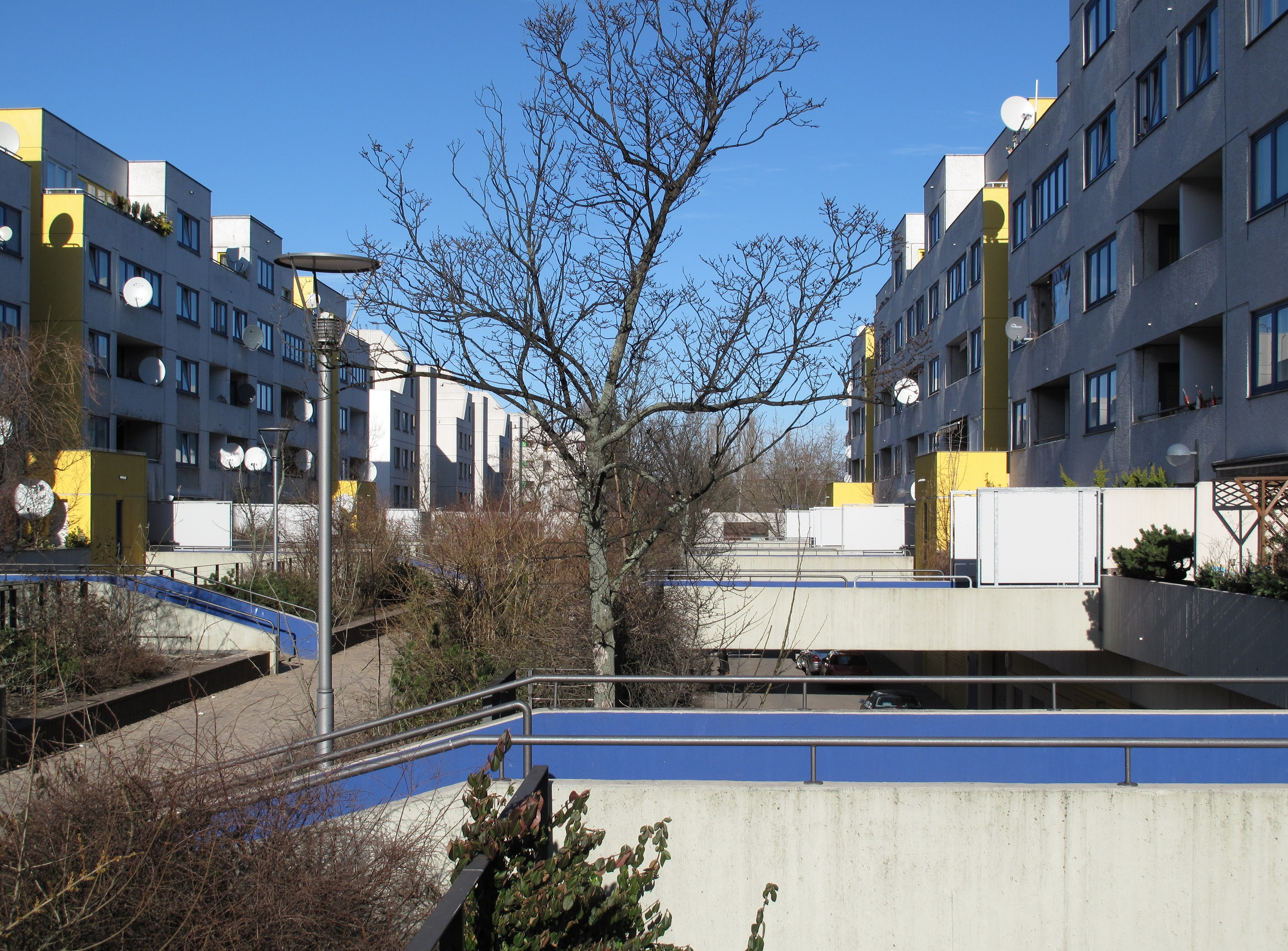
Begrüntes Norddeck der Leo-Slezak-Straße

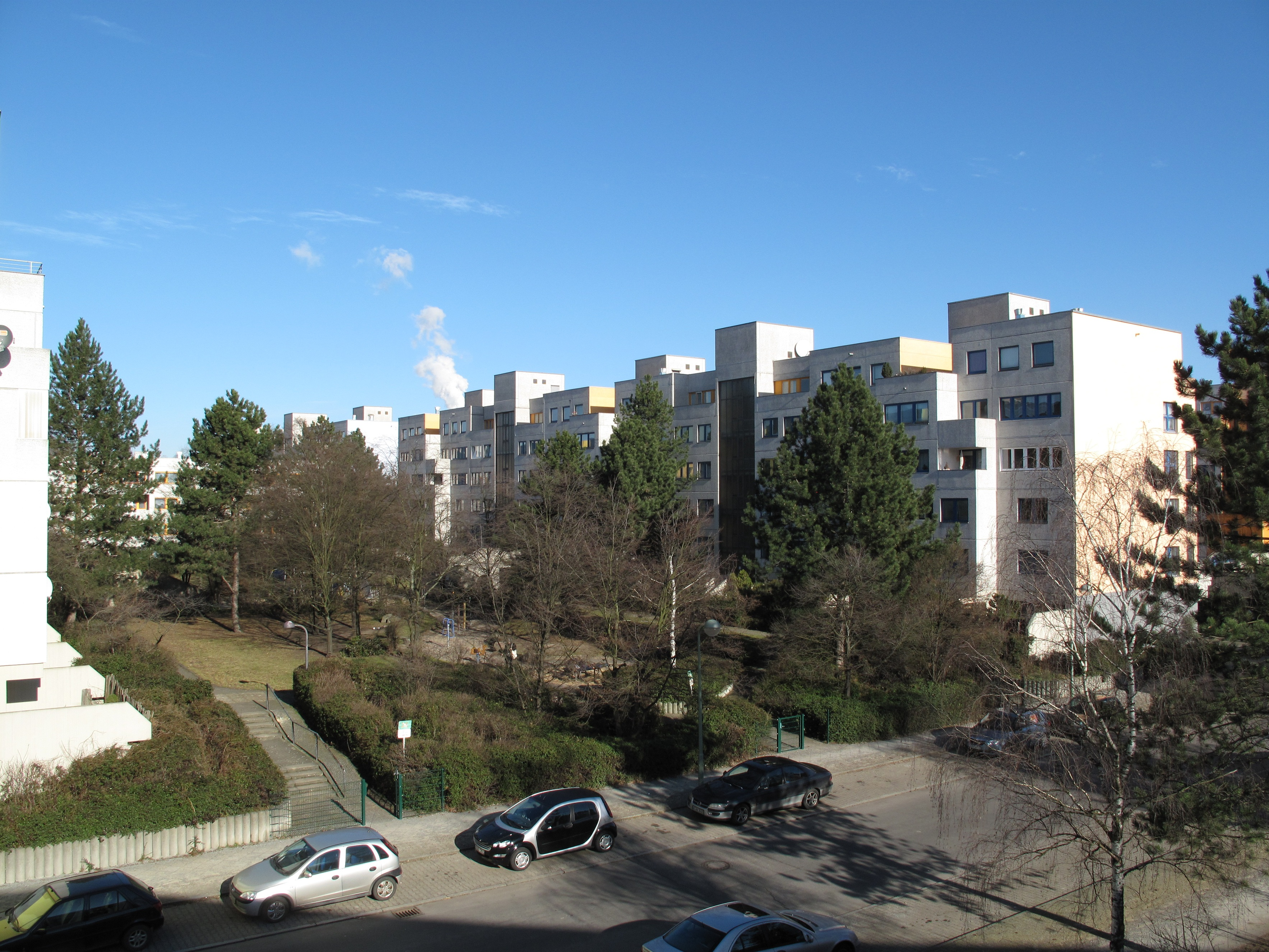
Gartenhof und Grünbereich zwischen den Wohnblocks der Leo-Slezak-Straße/Heinrich-Schlusnus-Straße; im Vordergrund die Fritzi-Massary-Straße

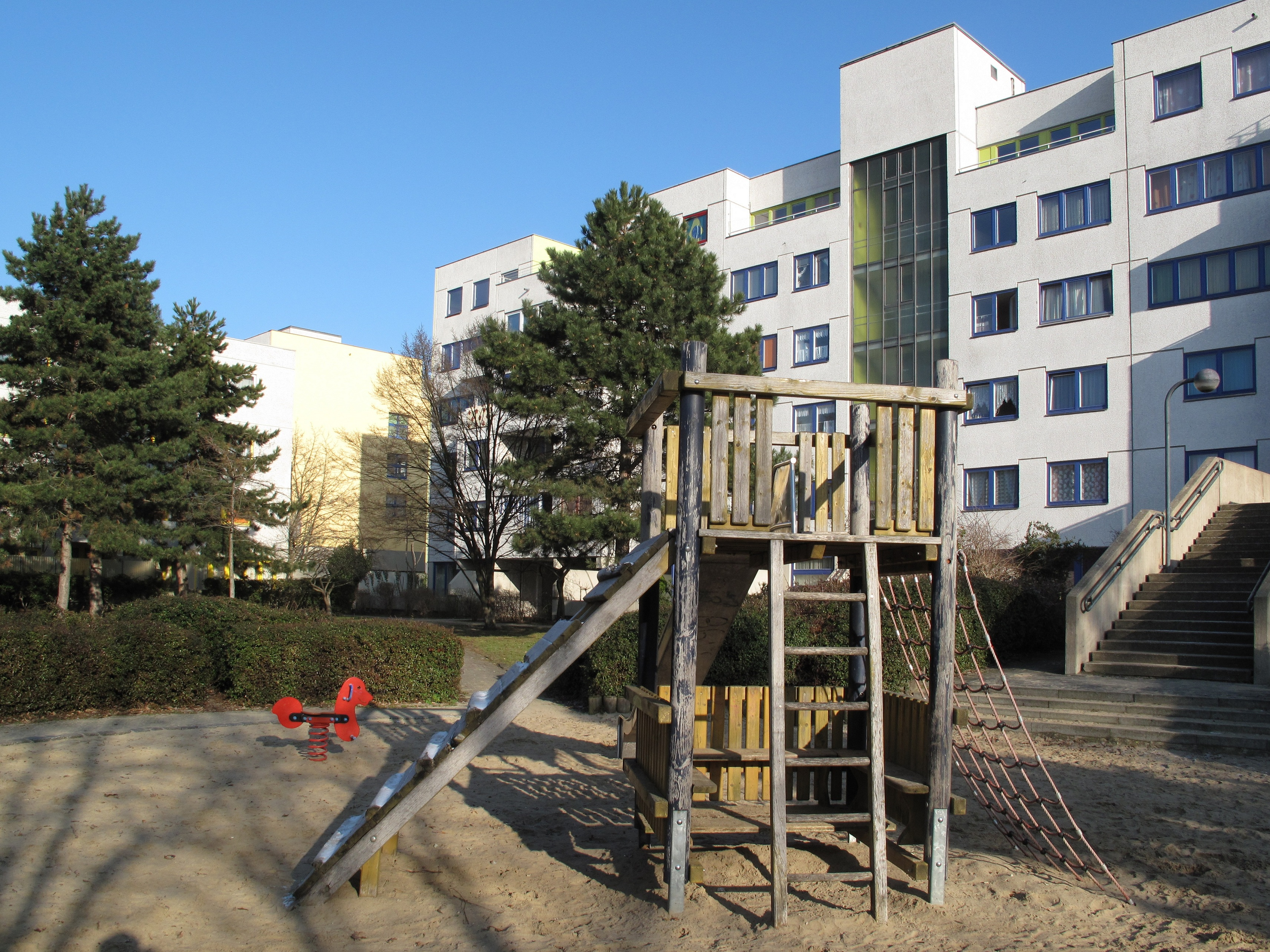
Spielplatz im Eck Heinrich-Schlusnus-Straße/Neuköllnische Allee

Insgesamt wurden zehn High-Decks angelegt, je fünf südlich und nördlich der Sonnenallee. Dabei sind über drei Straßenzügen je zwei Decks hintereinander und über einer Straße drei Decks hintereinander angeordnet, die durch schmalere Stege auf gleicher Höhe verbunden sind. Ein High-Deck liegt isoliert. Jedes Deck hat eine Länge von rund einhundert Metern. Hinzu kommen einige kleinere Brückenstege, die die Deckzeilen in Querrichtung verbinden. Das Gesamtsystem besteht aus etwa einhundert einzelnen Brücken. Jedem Deck ist beidseitig ein Wohnblock zugeordnet, sodass 20 langgestreckte Blocks die Siedlung im zentralen Deckbereich prägen.

### Baukörper und Wohnungen
Die Zeilen der Wohnanlage sind zur optimalen Belichtung und Besonnung nach Nord-Süd ausgerichtet. Die Rückseiten zweier Zeilen fassen einen beruhigten Grünbereich mit Gärten, Höfen, Spielplätzen und Wegen ein.
Zur Ausführung kamen drei unterschiedliche Bautypen:
- Die zentralen, fünf- bis sechsgeschossigen Zeilenbauten entlang der High-Decks,
- Zeilen im Charakter von Gartenhäusern, die an den Querverbindungen des aus rund 100 Brücken bestehenden High-Deck-Netzes die Grünhöfe nach Norden hin abschließen und
- die westlichste Wohnzeile mit abgeschrägtem Eingangsbereich, die ohne Anbindung an die Decks vom Straßenraum her herkömmlich erschlossen wird.[16]

Statt mit langen Korridoren sind die Wohneinheiten mit eigenen Treppenaufgängen, die je Etage zu zwei oder drei Wohnungen führen (Zwei- und Dreispänner), und Aufzügen ausgestattet. Die Wohneinheiten bestehen zu 15 % aus 1 1⁄2 Zimmern mit 45 m², zu 20 % aus zwei Zimmern mit 55–65 m² oder 2 1⁄2 Zimmern mit 75 m², zu 35 % aus drei Zimmern mit 85 m² oder 3 1⁄2 Zimmern mit 109 m² und zu 30 % aus vier oder fünf Räumen mit bis zu 116 m². Während sich die speziell für Senioren vorgesehenen Kleinwohnungen zur Hofseite orientieren, sind alle übrigen Wohnungen zu zwei gegenüberliegenden Seiten geöffnet. Die größeren Wohnungen verfügen über Einbauküchen mit Essecken am Fenster, Wohnraum, Schlafraum, zentrale Dielen und separate Bäder/Toiletten, sämtliche Wohnungen über Wintergarten, Dachterrasse oder eine, teils zwei Loggien. Der vergleichsweise hohe Fensterflächenanteil aller Wohnungen sorgt für eine gute Belichtung.

### Infrastruktur, Außenanlagen und Grünbereiche
Verteilt auf die Hauptachsen und Knotenpunkte des Wegenetzes wurden 20 hausinterne Räume von 40 bis 60 m² eingerichtet, die als Hobbyzimmer, Tischtennisräume, Saunen, Waschküchen oder für weitere Nutzungen nach Wahl der Bewohner vorgesehen waren. Diese Wohnfolgeeinrichtungen stießen auf wenig Resonanz, sodass nur noch einige Waschküchen und zwei Saunen in Betrieb sind. Ein Teil wurde zu vermieteten Gästewohnungen umgebaut, die übrigen Räume nutzt das Quartiersmanagement für seine Projekte. 1977 erhielt die Siedlung eine Ganztagsschule, eine Kindertagesstätte, eine Sportanlage und ein Einkaufszentrum mit 24 Gewerbeeinheiten, das Sonnencenter. Statt der geplanten offenen Konzeption mit kleineren, in die Wohnbauten integrierten Läden wurde das Sonnencenter mit leichter vermietbaren Großraumläden sehr geschlossen gehalten. Zum Einkaufszentrum gehören zwei Supermärkte, eine Bäckerei, ein Friseursalon, ein Kosmetiksalon, ein Drogeriemarkt, eine Apotheke, ein Optiker, ein Blumenladen, ein Textilgeschäft, eine Praxis für Physiotherapie, ein Imbiss und Restaurants. Das viergeschossige Brückenhaus oder Tor zur Siedlung über der Sonnenallee, das zwischen 1980 und 1982 entstand und das High-Deck-System über die Allee verbindet, führt den Fußgängerverkehr aus dem nordöstlichen Siedlungsteil auf das Einkaufszentrum zu.
Oefelein und Freund wollten die High-Decks mit Brunnen, Pergolen, Sitzgruppen, Spielgeräten und einer abwechslungsreichen Bepflanzung als Fußgänger- und Spielbereich gestalten und damit eine gelöste Atmosphäre nachbarschaftlichen Austauschs ermöglichen. Insbesondere in diesem Bereich nahm die GSW erhebliche Abstriche vor, die beiden Architekten hatten kaum noch Einfluss auf die Umsetzung ihres Konzepts. Lediglich der Nordteil des High-Decks der Leo-Slezak-Straße, der auf das Sonnencenter zuführt, ist umfangreicher bepflanzt. Auch mit dem Konzept, die Bewohner nach einer Zeit der Identifikation an der Freiraumgestaltung gemäß den herausgebildeten Bedürfnissen zu beteiligen, kamen Oefelein/Freund nicht zum Zuge. Die für die Außenanlagen vorgesehenen Kinderspielplätze und Erwachsenenfreiräume mit Bodenschach, Skat-Tischen und Tischtennisplatten fielen aus Kostengründen weitgehend dem Rotstift zum Opfer, ebenso ein angeblich zu pflegeaufwendiger Abenteuerspielplatz. Realisiert wurden unter anderem Kleinkinderspielplätze in den Gartenhöfen und Bolzplätze.
Die Grünbereiche der High-Decks stattete die GSW mit pflegeleichten Dornensträuchern aus, externe Landschaftsarchitekten wurden nicht hinzugezogen. Zum Zustand im Jahr 2005 stellte Haberle fest: „Der angestrebte Wechsel von offenem, ruhigen Gartenraum und engem, belebten Straßenraum wird durch die heutige Verwendung ähnlicher Vegetation innerhalb der gesamten Siedlung räumlich nicht unterstützt. Dadurch wird ein wesentlicher Bestandteil des Gesamtkonzepts der Siedlung in Frage gestellt.“ Die Bäume auf und neben den High-Decks erreichten zudem nur vereinzelt die gewünschte Höhe, sodass sich der angedachte raumwirksame Alleeeindruck nicht einstellte.

### Straßen und Verkehrsanbindung
In der Siedlung wurden sechs Straßen angelegt, die an die Sonnenallee angebunden sind. Soweit sie unter den High-Decks verlaufen, ist jede Straße durch eine mittige Parkzone in zwei zweispurige Einbahnstraßen mit entgegengesetzter Fahrrichtung geteilt. Sämtliche Straßen erhielten Namen nach Opern- und Operettenstars aus der ersten Hälfte des 20. Jahrhunderts:

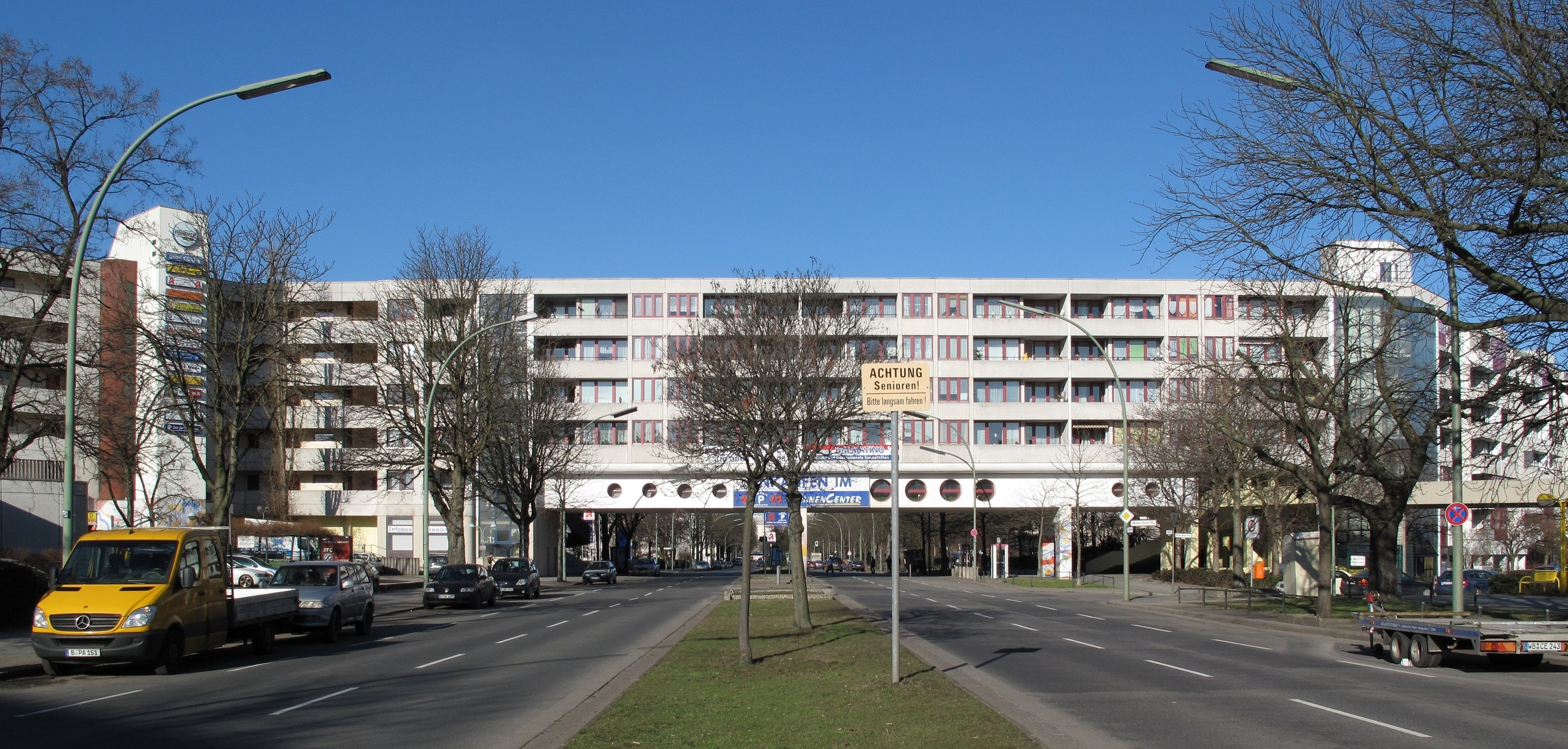
Brückenhaus über der Sonnenallee, das Eingangstor der Siedlung

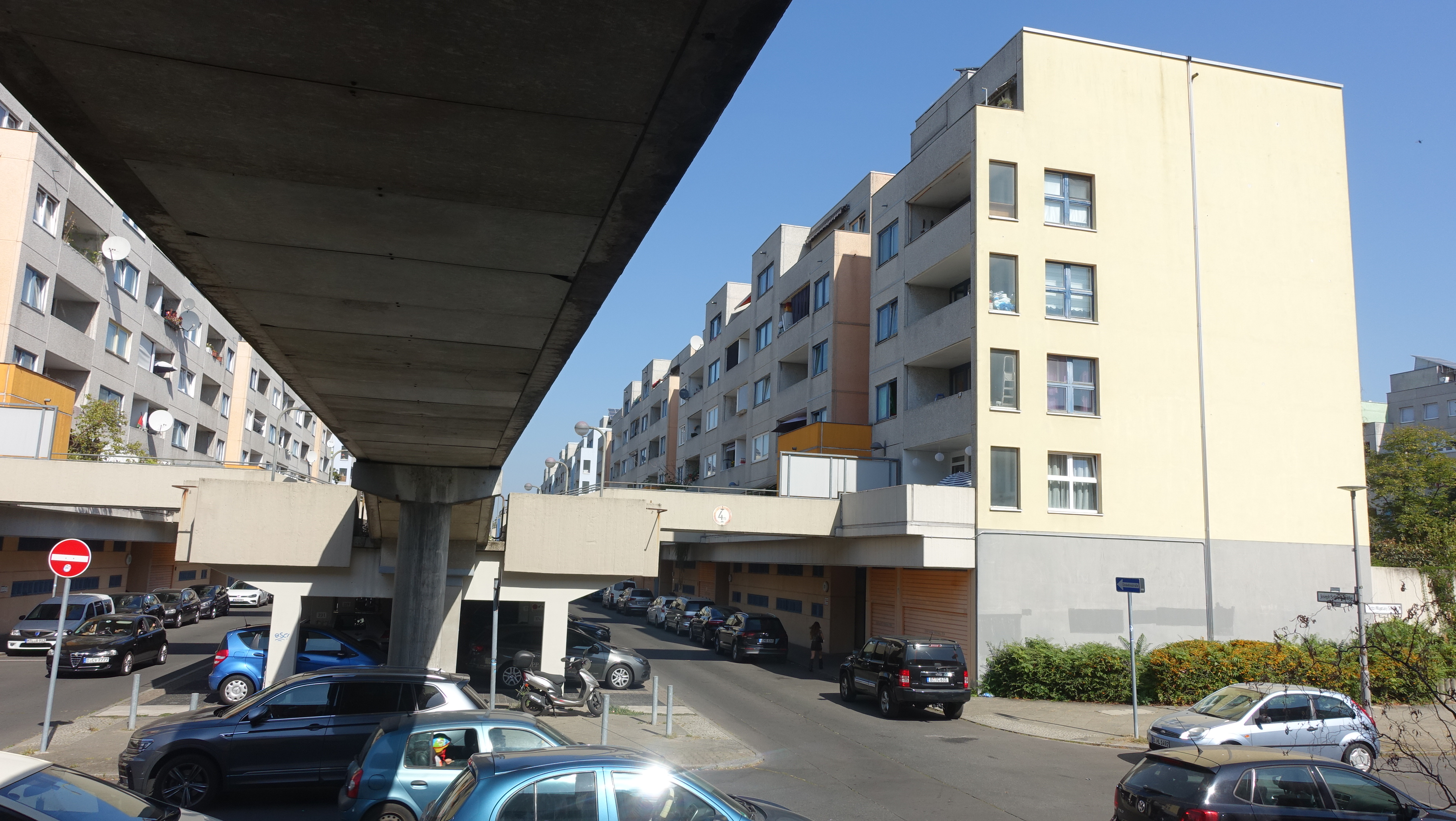
Unter den Decks, 2024

- Michael Bohnen, Michael-Bohnen-Ring, im Bebauungsplan Straßen 590 und 592[23]
- Fritzi Massary, Fritzi-Massary-Straße, im Bebauungsplan Straßen 597 und 598[24]
- Heinrich Schlusnus, Heinrich-Schlusnus-Straße, im Bebauungsplan Straße 593[25]
- Peter Anders, Peter-Anders-Straße, im Bebauungsplan Straße 591[26]
- Joseph Schmidt, Joseph-Schmidt-Straße, im Bebauungsplan Straße 596[27]
- Leo Slezak, Leo-Slezak-Straße, im Bebauungsplan Straßen 594 und 595[28]

Die Einbindung der Siedlung in das Berliner Straßennetz und ihre Anbindung an das öffentliche Berliner Verkehrsnetz bezeichnen die Bewohner als gut. Die Autobahnen A 100/A 113 sind am Dreieck Neukölln bzw. an der Anschlussstelle Späthstraße in rund fünf bis zehn Autominuten erreichbar. Der S-Bahnhof Köllnische Heide liegt knapp 800 m nordwestlich an der Sonnenallee und die Buslinien M41 und 246 führen direkt zur High-Deck-Siedlung.

### Nachfolgebauten, Eigentümer und Sanierung
Über die ursprüngliche Konzeption hinaus und als Nachfolgebauten entstanden: durch den Erbbauverein Moabit ein abgewinkelter Wohnriegel als nördlicher Siedlungsabschluss; am Ostrand 1981 durch den Architekten Volker Theissen zwei viergeschossige Wohnzeilen mit Tiefgaragen und mit je zwei übereinanderliegenden Reihen von Maisonetten, die über Treppenbrücken und Spindelrampen an die High-Decks angebunden sind; durch die Arwobau ein Wohnkomplex am Ostrand und 1984 ein Seniorenwohnheim am Westrand in der Heinrich-Schlusnus-Straße, das in traditioneller Bauweise ohne Anbindung an die High-Decks errichtet wurde (siehe unten Projekt Voliere). 1991 wurde die Siedlung durch einen weiteren Neubau an der Neuköllnischen Allee ergänzt.
2278 Wohneinheiten (92 %) waren 2002 im Eigentum der Stadt und Land, 184 im Eigentum des Erbbauvereins Moabit (EVM). 2007 war eine Sanierung der inzwischen maroden Substanz der Altbauten unumgänglich. Da die Sanierungskosten die finanziellen Möglichkeiten der Stadt und Land überstiegen, verkaufte die Gesellschaft 2007 den Großteil ihres Eigentums, 1917 Wohneinheiten und 24 Gewerbeeinheiten, an den Privatinvestor Capricornus High-Deck Residential GmbH & Co KG, der wiederum die High Deck Management GmbH mit der Verwaltung seines Eigentums beauftragte. In den folgenden Jahren wurden die Wohnungen und Außenanlagen von allen drei Eigentümern schrittweise modernisiert. Die Komplettsanierung umfasste unter anderem die Betonsanierung, die Fassaden, das Gemeinschaftseigentum und die Dachflächen. Unterschiedliche Farbgebungen sollten den High-Decks einen individuellen Charakter innerhalb der Siedlung geben. Während der Eigentümerschaft von Capricornus sank die Leerstandsquote von 15 auf 2 Prozent.
Im Mai 2013 gab das österreichische Wohnungsunternehmen Buwog bekannt, 40 Gebäude der High-Deck-Siedlung mit 1916 Wohneinheiten und 126.200 m² Fläche von Capricornus erworben zu haben. 2018 wurde die Buwog von Vonovia übernommen. Im Zuge der Fusion der Vonovia mit der Deutsche Wohnen wurde mit dem Land Berlin der Rückkauf ehemals kommunaler Wohnungen vereinbart. In diesem Rahmen wurde die High-Deck-Siedlung im September 2021 von der Howoge übernommen.

## Kritik an Konzept und Siedlung
Das als innovativ gepriesene städtebauliche Konzept der High-Deck-Siedlung galt bereits spätestens 25 Jahre nach ihrem Bau als gescheitert. Zwar haben konstruktive Beschränkungen und jene durch den sozialen Wohnungsbau zu dem Scheitern beigetragen, doch ging nach einer Evaluation der Senatsverwaltung für Stadtentwicklung aus dem Jahr 2003 der Grundansatz, durch die Trennung des Fußgänger- und Straßenbereichs eine lebendige städtische Kontaktzone zu schaffen, in der hier vollzogenen Bauweise nicht auf:

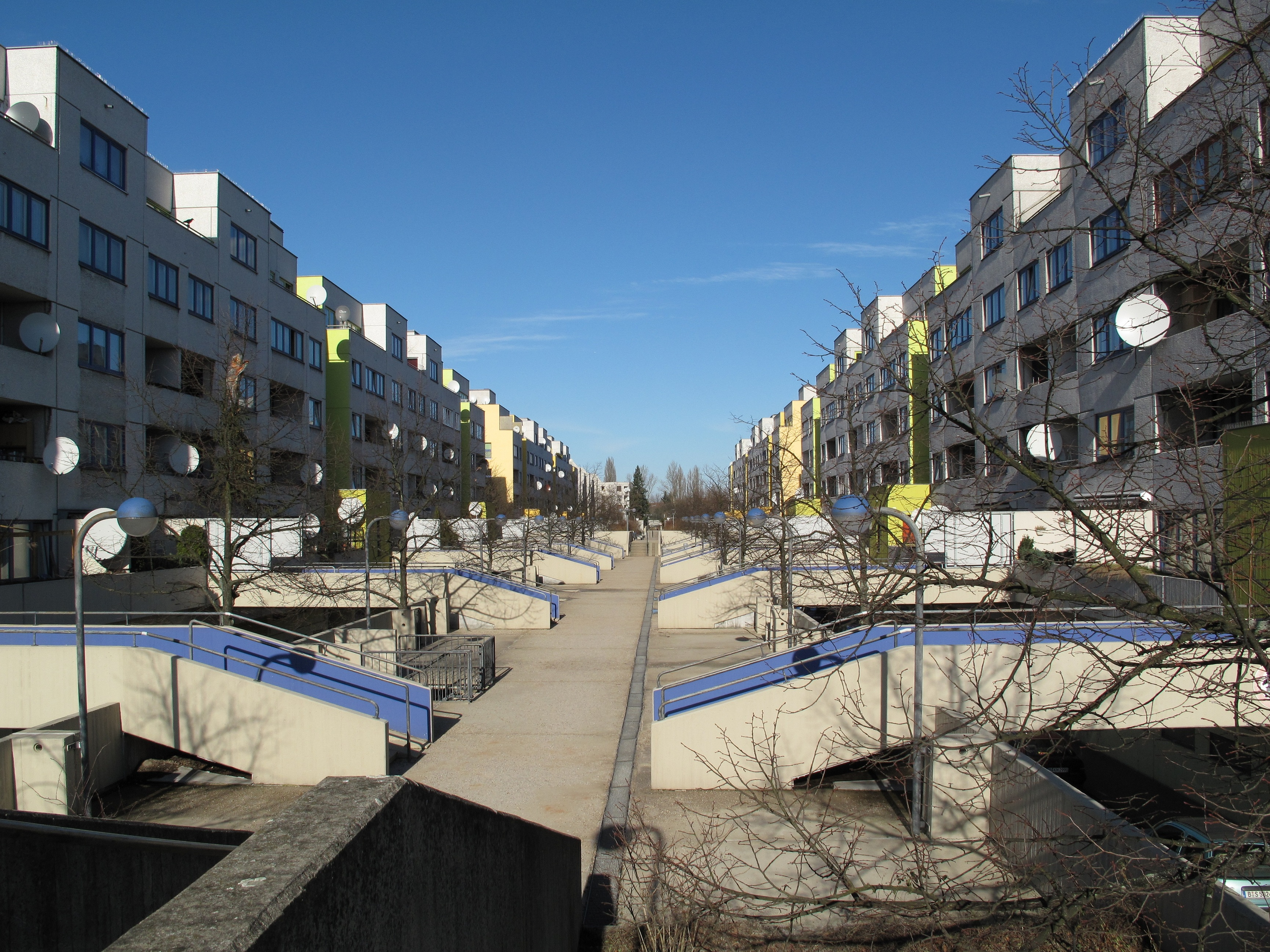
„Menschenleer“ und „zu reinen Hochstraßen für Fußgänger degradiert“ (Haberle)

„Die monotonen und fast vollständig versiegelten Straßenebenen sind von Autostellplätzen dominiert und hemmen die nachbarschaftliche Kontaktaufnahme und Kommunikation. […] Das relativ kleine Sonnencenter ist der einzige Standort von Einzelhandels- und Dienstleistungseinrichtungen im Quartier. Der Siedlung fehlen folglich wichtige städtische Zentrumsstrukturen, die den Einzugsbereich des Quartiers gebietsübergreifend erweitern würden. Im Gegensatz zur Rollbergsiedlung, einem weiteren Quartiersmanagement-Gebiet mit 1960er/1980er-Jahre Bebauung in Neukölln, sind Erreichbarkeit, Nähe zu zentralen Versorgungseinrichtungen, städtebauliche Integration und sozialräumliche Nutzungsverflechtung mit angrenzenden Stadträumen mangelhaft, wodurch ein insularer Charakter des Gebiets verursacht wird. Darüber hinaus ist das Wohngebiet in sich von der stark frequentierten Sonnenallee in einen nördlichen und südlichen Bereich zerschnitten. Die Barrierewirkung der Sonnenallee wird durch fehlende Fußgängerüberwege zusätzlich verstärkt.“

Nach Darstellung Heiko Haberles sind die High-Decks meist menschenleer und zu reinen Hochstraßen für Fußgänger degradiert. Von der gewünschten Funktion als multifunktionaler Kommunikationszone könne keine Rede sein. Einige Bewohner seien der Ansicht, man könne die High-Decks abreißen, ohne dass die Siedlung an Nutzwert einbüßen würde. Insgesamt mache die Siedlung den Eindruck einer klassischen Schlafstadt mit dem Charakter einer Wohnmaschine. In keiner ihm bekannten Großsiedlung habe er ein so ausgeprägtes Empfinden gehabt, sich in einer zeit- und ortlosen Parallelwelt zu bewegen.

„Die bewundernswert radikale und bestechend einfache Konzeption der Highdeck-Siedlung fasziniert, vermag aber wenige Emotionen zu wecken. […] Im Vergleich zu anderen visionären Großprojekten (z. B. die Autobahnüberführung an der Schlangenbader Straße […]), die entweder begeistern oder abstoßen, steht man der Highdecksiedlung […] eher nüchtern und neutral bis ratlos gegenüber.“

Rainer Oefelein, einer der beiden Väter des Konzepts, sagte 1987 in einem Interview, es hätte Schlechteres gegeben und insgesamt betrachte er die Lösung als für die damalige Zeit zufriedenstellend, aber bereits bei seinem nächsten Großprojekt, der Pfarrland-Siedlung in Berlin-Rudow, habe er die Lehren aus den Defiziten der High-Deck-Siedlung gezogen.

## Soziografische Daten und Entwicklung
Die Wohnungen waren nach ihrer Fertigstellung sehr begehrt und galten zu dieser Zeit als Inbegriff für zeitgemäßes, ruhiges Wohnen am grünen Rand West-Berlins. Für die zahlreichen Mietinteressenten, zum großen Teil junge Arbeiter-Familien aus den Altbaugebieten Kreuzbergs und Neuköllns, mussten Wartelisten angelegt werden.

### Einwohnerzahl, Fluktuation und Mietpreisniveau
In den von Oefelein und Freund errichteten Kernbauten der Siedlung lebten 1996 rund 4060, in der ausgebauten Gesamtsiedlung im Jahr 2005 rund 5200 Einwohner. Für 2010 gibt die Senatsverwaltung für Stadtentwicklung 6117 Bewohner an, während das Quartiersmanagement abweichend mit Stand 31. Dezember 2008 lediglich 4883 Bewohner nannte. Die Fluktuation wird oft als hoch beschrieben, jedoch lag sie laut Evaluation des Senats mit Stand 2002 leicht unter dem Neuköllner und Gesamtberliner Durchschnitt und ist deutlich geringer als in vergleichbaren Problemgebieten wie dem Rollbergviertel.
Die kalkulierte Kostenmiete setzte die Gesellschaft Stadt und Land bei Fertigstellung mit 15 DM/m² an. Daraus ergab sich durch die öffentliche Förderung eine Kaltmiete von 4,50 DM/m². Nach Aufhebung der Belegungsbindungen und Fehlbelegungsabgabe 1999/2002 stieg die Kaltmiete mit Stand 2005 auf 4,34 Euro/m². Die Betriebs- und Nebenkosten, insbesondere die Heizkosten, sind überdurchschnittlich hoch, sodass 2005 für eine 75 m² umfassende 2 1⁄2-Zimmerwohnung rund 600 Euro aufzubringen waren. Die 2007 eingeleiteten Modernisierungsmaßnahmen senkten die Heizkosten um bis zu 60 %, erhöhten allerdings den Mietpreis um durchschnittlich 68 Cent pro Quadratmeter.

### Sozialstruktur
1996 waren mit 22,9 % (Gesamt-Berlin: 17,9 %) überdurchschnittlich viele Bewohner unter 19 Jahre und mit 15,8 % (Gesamt-Berlin: 13,8 %) über 65 Jahre alt. Daten zur Bildungsstruktur liegen nur für 1987 vor: der Personenanteil mit Hochschulreife betrug mit 17,4 % zu 37,8 % in Gesamt-Berlin die Hälfte, ebenso der Anteil mit Studienabschluss = 5,1 % zu 10,4 %. 82,6 % (zu 62,2 %) verfügen über einen Haupt- oder Mittleren Schulabschluss. Der Arbeiteranteil betrug 53 % (zu 40 %).
Lag der Ausländeranteil bei Fertigstellung der Siedlung bei 5 %, so stieg er über 9,5 % (1987) und 15,4 % (1996) auf 24 % im Jahr 2005. Hinzu kommt eine hohe Zahl deutscher Staatsbürger mit Migrationshintergrund. 1999 stellten Türken mit 15,2 % an der gesamten Siedlungsbevölkerung die größte Ausländergruppe (61,5 % der Ausländergruppe gegenüber 28,9 % Gesamtberlin). 2007 betrug der Anteil an Kindern mit Migrationshintergrund laut Angabe des Quartiersmanagements in den Kitas und der Grundschule rund 80 % und wies eine steigende Tendenz bei den Neuzugängen auf. In der sechsten Klasse der Grundschule lag der Anteil von Schülern nichtdeutscher Herkunft bei 68 % und in der dritten Klasse bereits bei 96 %.

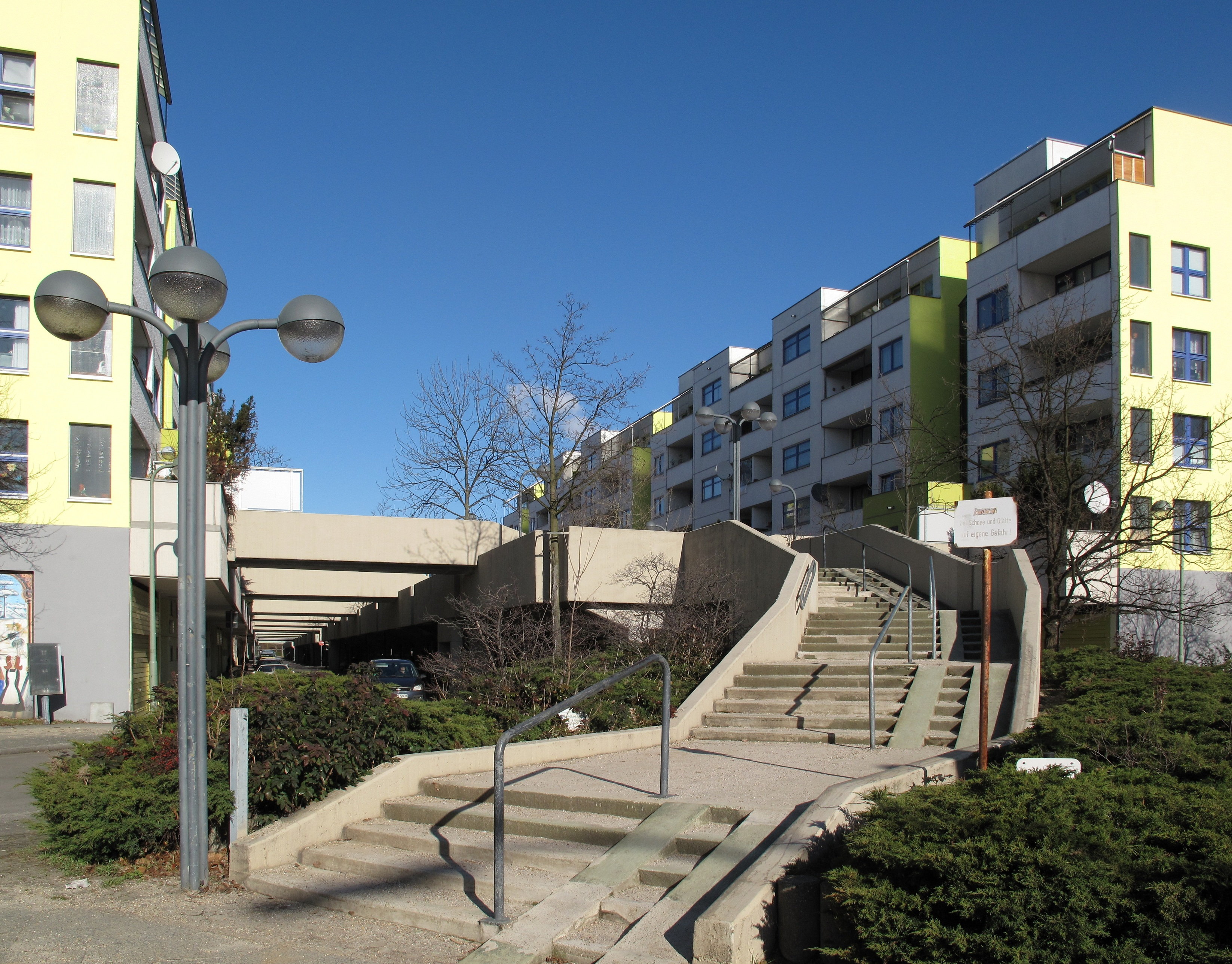
Treppe von der Sonnenallee zum Deck des Michael-Bohnen-Rings

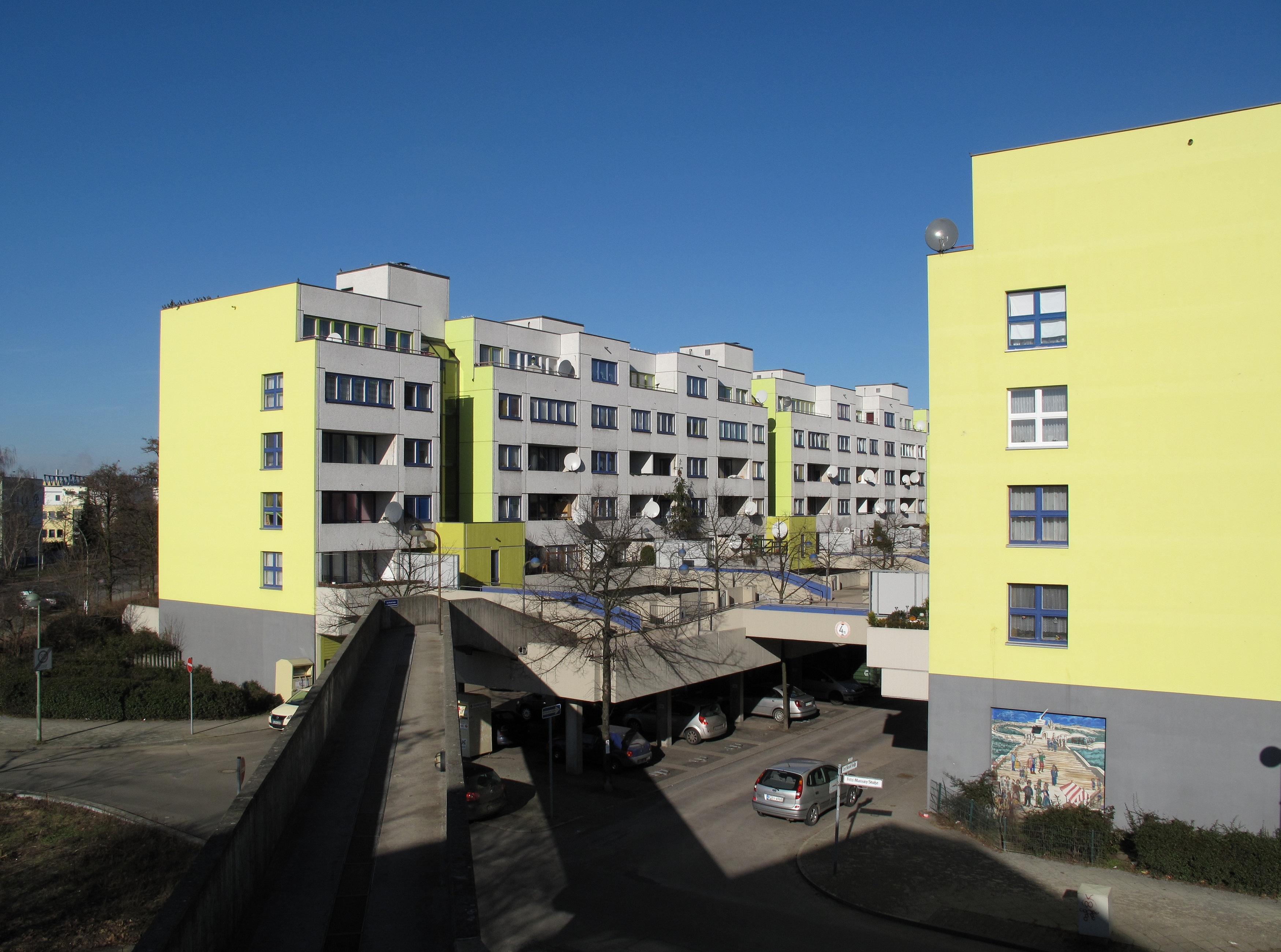
Süddeck der Leo-Slezak-Straße und Verbindungssteg zum Wohnblock an der Neuköllnischen Allee

Die soziale Struktur im Quartier sei seit Jahren, teilt das Quartiersmanagement weiter mit, durch eine hohe Arbeitslosigkeit und durch einen großen Anteil an Transferleistungsempfängern charakterisiert. Mehr als die Hälfte der Einwohner (51 %, Stand: 31. Dezember 2007) lebe von Transfereinkommen. Bezogen auf die erwerbsfähige Bevölkerung wies die Siedlung 2002 einen doppelt so hohen Anteil Arbeitsloser auf wie Gesamt-Berlin (22,2 %) und die dritthöchste Erwerbslosenquote der Berliner Quartiersmanagement-Gebiete. Die Jugendarbeitslosigkeit war 2002 mit 16 % gleichfalls überdurchschnittlich hoch.

### Die Siedlung als sozialer Brennpunkt
In einem Monitoring zur sozialen Stadtentwicklung im Auftrag der Senatsverwaltung stufte der Stadtsoziologe Hartmut Häußermann die High-Deck-Siedlung 2008 auf einer Skala von eins bis vier in die Gruppe 4 = sehr problematische Entwicklung ein.

#### Ursachen des sozialstrukturellen Wandels
Die Änderungen der Bewohnerstruktur erfolgten vornehmlich in zwei Phasen. In den 1980er Jahren sorgte die Einführung der Fehlbelegungsabgabe für den Wegzug von Mietern ohne Wohnberechtigungsschein. Nach dem Mauerfall rückte die Siedlung aus der ruhigen Randlage in die Mitte Berlins. Viele alteingesessene und zahlungskräftige Mieter wanderten in das Berliner Umland ab. An ihre Stelle traten eher sozial schwache Bevölkerungsschichten, die die vergleichsweise teuren Mieten zu einem erheblichen Teil aus Transferleistungen finanzieren. Im Jahr 2005 wohnte noch rund ein Drittel der Erstbezieher in der Siedlung.

#### Konfliktfelder

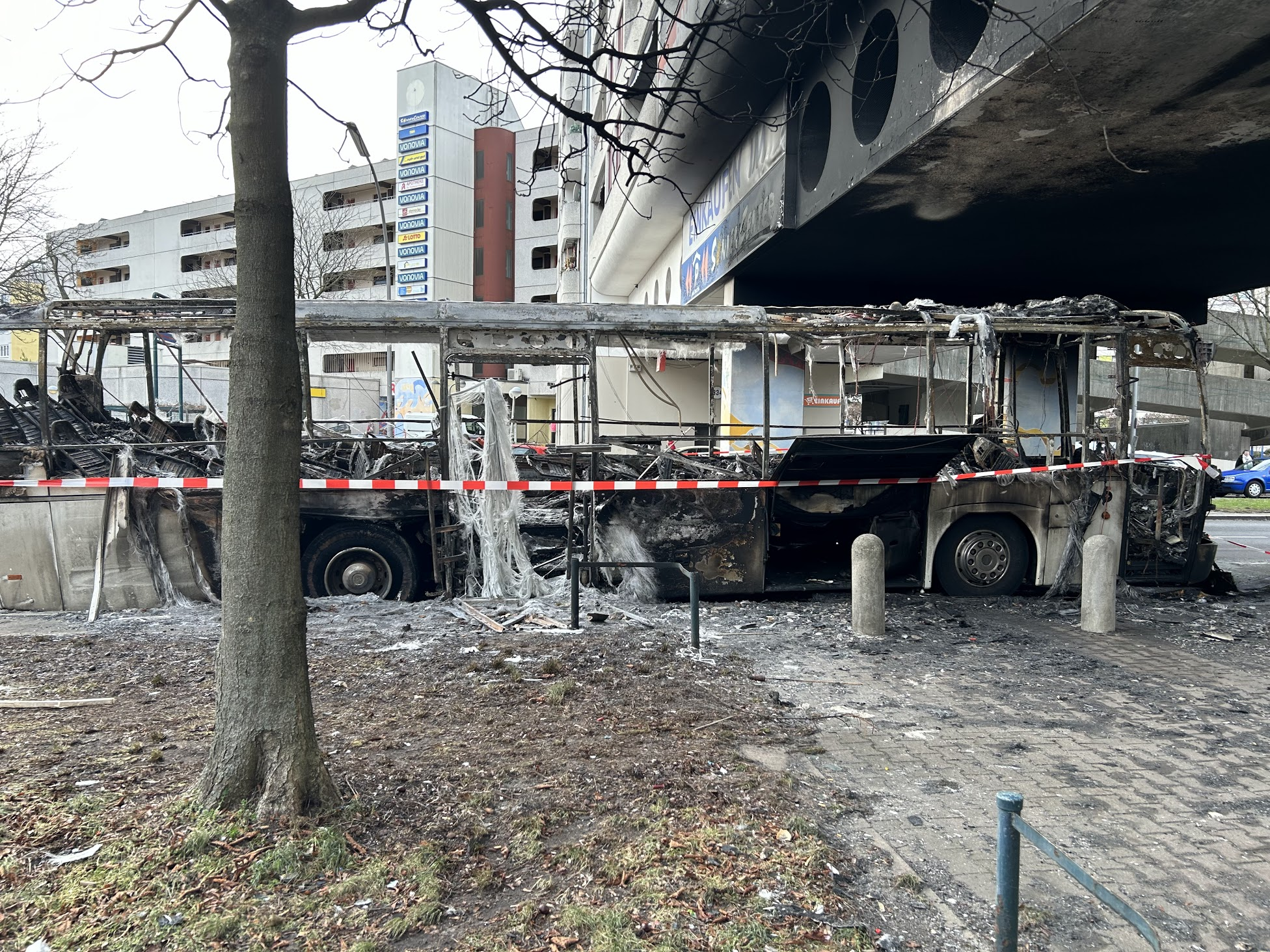
Ausgebrannter Reisebus am Neujahrstag nach den Silvesterkrawallen 2022/23

Nachbarschafts-, Nutzungs-, Mentalitätskonflikte und Lärmbelästigung stellen die hauptsächlichen Problemfelder im nachbarschaftlichen Zusammenleben dar. Unterschiedliche kulturelle und religiöse Werte und Anschauungen – neben Türken zogen insbesondere palästinensische Großfamilien aus dem Libanon in die Siedlung – tragen zu den Konflikten bei. Zu Nutzungskonflikten führen beispielsweise die gelegentlich lärmintensive Inanspruchnahme der High-Decks oder auch der nur mangelhaft schallgeschützten Spiel- und Bolzplätze durch Kinder und Jugendliche.
Insgesamt sind die Konflikte eher im Bereich weicher Faktoren angesiedelt und nicht im Bereich krimineller Delikte, von einer sichtbaren Ghettoisierung kann nach Haberle keine Rede sein. Vandalismus oder Graffiti waren 2002 nicht sichtbar und zumindest tagsüber herrschte unter den Bewohnern kein vordergründiges Unsicherheitsgefühl.

### Wohnzufriedenheit und Identifikation
Trotz der Konfliktfelder, der städtebaulichen Fehlplanung und der relativ hohen Mieten war die Wohnzufriedenheit 2005 überwiegend hoch; unter dem Aspekt wenn schon Neukölln, dann High-Deck-Siedlung identifizierte sich ein Großteil der Bewohner dauerhaft mit der Siedlung. Die Gründe für die Zufriedenheit liegen in der nach wie vor vergleichsweise ruhigen und durchgrünten Wohnlage, insbesondere der Außenblocks, dem Zuschnitt der hellen Wohnungen und der schnellen Erreichbarkeit der Berliner Stadtzentren. Zu der Identifikation haben ferner die Maßnahmen und Projekte des Quartiersmanagements beigetragen.

## Maßnahmen zur Aufwertung

### Quartiersmanagement
Im März 1999 richtete die Stadt Berlin das Quartiersmanagement (QM) mit dem übergeordneten Ziel ein, die High-Deck-Siedlung zu einem nachgefragten, innenstadtnahen Familiengebiet für alle Generationen und verschiedene Kulturen zu entwickeln. In die Arbeit und Projekte des QM flossen bis zum 31. Dezember 2008 insgesamt 2,7 Millionen Euro.
Die Schwerpunkte der bislang ergriffenen Maßnahmen betreffen
- die Verbesserung der Qualität des Wohn- und Lebensraums,
- soziale Infrastrukturmaßnahmen und
- Maßnahmen zur Förderung von Chancen auf dem Arbeitsmarkt.[51]

Neben der Aufwertung des Wohngebiets bestehen die einzelnen Entwicklungsziele in der Schaffung einer bewohnergerechten Infrastruktur, der Bewohnerpartizipation und Identifizierung, der Förderung von Nachbarschaften und Netzwerken, der Integration und dem interkulturellen Dialog, der Entwicklung des Selbsthilfe-Potentials und in der Verbesserung des Sprach- und Bildungsniveaus. Unter anderem wurden folgende Projekte eingerichtet: ein Kindertreff, das Projekt Spielen im Kiez, ein Spielmobil, ein Förderprojekt Kleine Einsteine, ein Nachbarschaftstreff, ein Computertreff 40plus, ein Sporttreff und ein Modellprojekt Stadtteilmütter. Zur Bewohneraktivierung und ‑beteiligung initiierte das QM einen Quartiersbeirat, Aktionsbeirat, Mieterbeirat und Bewohnerbeirat. Im April 2010 eröffnete das Modellprojekt High-Deck-2012 mit einer Außenstelle des JobCenters Neukölln, in dessen Rahmen vorrangig Quartiersbewohner in einem niedrigschwelligen Ansatz eine zeitweilige Beschäftigung finden, schrittweise besser qualifiziert und besser beraten werden sollen.
Die Maßnahmen hatten bereits 2005 zu einer spürbaren Verbesserung der sozialen Infrastruktur und zur Herausbildung einer eigenen Quartiersidentität beigetragen. Allerdings waren in den Beiräten und Treffs mit Stand 2009 lediglich rund 150 der insgesamt 6000 Bewohner aktiv engagiert, sodass, wie Haberle anmerkt, fraglich ist, inwieweit die Projekte alle Bewohnerschichten erreichen oder ob hauptsächlich diejenigen eingebunden sind, die sich ohnehin engagieren würden.

### Ausbildungs- und Kunstprojekt Voliere
Im Stadtbild sichtbar sind mehrere Kunstprojekte des Quartiersmanagements, in die gezielt arbeitslose Jugendliche aus der Siedlung eingebunden waren. So fertigten die Jugendlichen 2002 unter Anleitung des Malers Carlos Martins an einigen Straßenecken Wandmalereien an, die Szenen aus Opern und Operetten zeigen, in denen die Stars, die den Straßen die Namen gaben, aufgetreten waren. Neben der zeitweiligen Beschäftigung und Qualifizierung der Jugendlichen bestand das Projektziel darin, die ansonsten gleichförmigen Straßenräume unterscheidbar und wiedererkennbar zu machen.

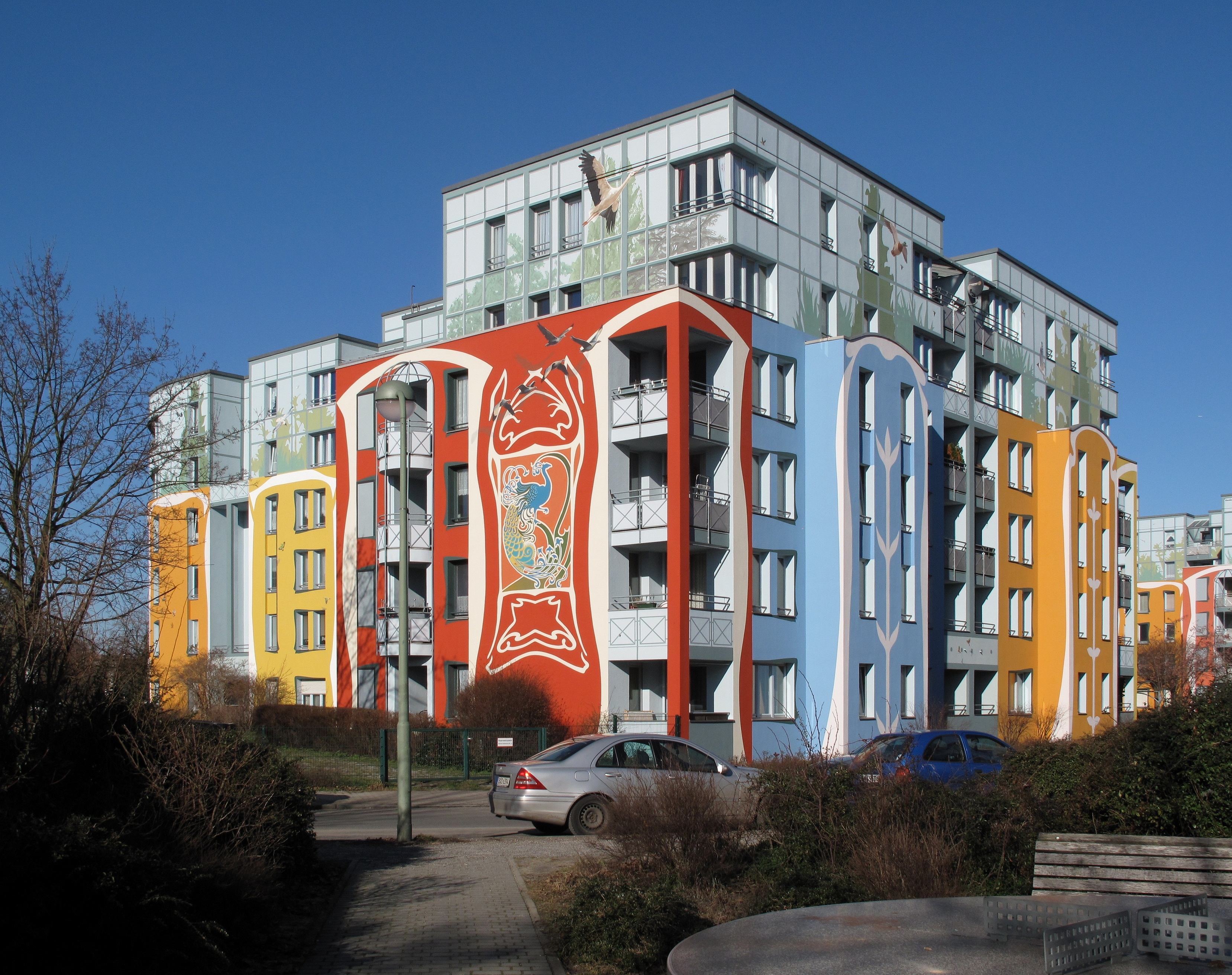
Voliere, Fassadenkunst der CitéCréation

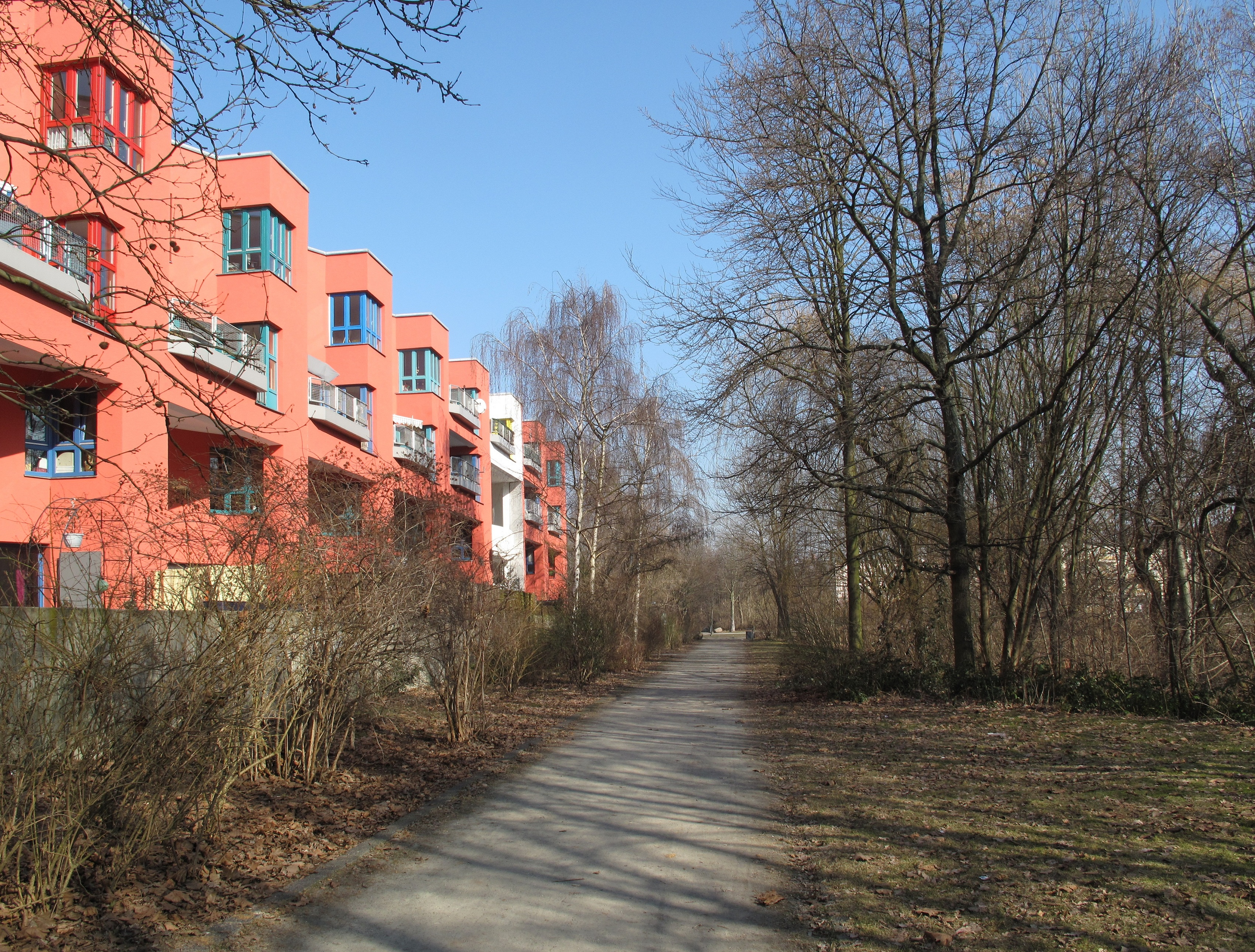
Wohnblock am Grünzug Heidekampgraben

Ein weiteres soziales Kunstprojekt, das Projekt Voliere (Vogelhaus), führte das QM in Zusammenarbeit mit der Gesellschaft Stadt und Land 2008/2009 durch. Im Rahmen des Projekts erhielten Jugendliche aus dem Quartier Ausbildungsplätze und bemalten gemeinsam mit Künstlern die Fassaden des Wohnblocks Seniorenschlösschen an der Heinrich-Schlusnus-Straße, der nicht an die High-Decks angebunden ist, nahezu ganzflächig (rund 5000 m²) mit mehr als 150 Vogelarten sowie Pflanzen und Bäumen. Die Kunstaktion erfolgte in enger Kooperation mit den Fassadenkünstlern der CitéCréation aus Lyon, die bereits in der französischen Stadt und vielen weiteren europäischen Metropolen Problemviertel durch Motivbemalung aufgewertet hatten. Im Oktober 2008 reisten Projektteilnehmer unter Leitung des Neuköllner Bezirksbürgermeisters Heinz Buschkowsky nach Lyon, um sich vor Ort ein Bild von der Arbeit der Künstlergruppe zu machen. Anschließend sammelten rund 40 Quartiersbewohner in vorbereitenden Workshops mit dem Lyoner Künstler Halim Bensaïd Ideen und Motive für die Bemalung, aus denen die CitéCréation eine Musterfassade kreierte.
2010 verlieh eine Gemeinschaftsinitiative, an der unter anderem die Schader-Stiftung beteiligt ist, dem Projekt Voliere eine Anerkennung im Wettbewerb Preis Soziale Stadt. Neben der gelungenen, kreativen Fassadengestaltung hob die Stiftung in der Laudatio hervor, dass das Projekt Brücken zwischen Jung und Alt sowie zwischen Kulturen gebaut und damit die Entwicklung zur Sozialen Stadt befördert habe.

### Qualifizierungs- und Beschäftigungsmaßnahme Heidekampgraben
Eine weitere größere Qualifizierungs- und Beschäftigungsmaßnahme führte das Quartiersmanagement gemeinsam mit der Stattbau GmbH und der Senatsverwaltung für Stadtentwicklung im Sommer 2001 durch. Die Maßnahme galt der Neugestaltung des Grünzuges am Heidekampgraben im Bereich der Siedlung. Die üppige Ruderal- und Spontanvegetation, die sich während der deutschen Teilung an dem ehemaligen Grenzfluss herausgebildet hatte, wurde ausgelichtet und der Wasserlauf wieder sichtbar gemacht. Angelegt wurden neue Grünflächen, Ruhezonen mit Bänken und ein Spielplatz. Kinder aus den angrenzenden Kitas und der Grundschule gestalteten eine Bank des Spielplatzes mit Fliesenmosaiken, pflanzten Stauden und beteiligten sich an der Gestaltung und Anlage eines Naturerkundungspfads.
In den Jahren 2005 und 2006 erfolgte als naturschutzrechtliche Ersatzmaßnahme für die Beeinträchtigungen in Natur und Landschaft durch den Bau der Bundesautobahn 113 die Sanierung und Neugestaltung auch der Treptower Grabenseite, des ehemaligen Mauerstreifens. Mit Gesamtkosten von rund 1,5 Millionen Euro wurde dabei unter anderem als Bestandteil des Mauerweges ein großzügiger, gemeinsamer Fuß- und Radweg realisiert, der den Grünzug von seinem Ausgangspunkt am Britzer Verbindungskanal bis zur Kiefholzstraße auf einer Länge von rund 2,5 km durchzieht.
Nach den Umgestaltungen hat der Grünzug deutlich an Aufenthaltsqualität gewonnen und wird von den Bewohnern der High-Deck-Siedlung vielfältig genutzt. Das Bundesamt für Bauwesen und Raumordnung urteilte im Jahr 2008, dass die vielfältigen Maßnahmen und Neugestaltungen, die das Quartiersmanagement und weitere Projektträger seit 1999 durchführten, die Lebensbedingungen in der Siedlung spürbar verbessert hätten.

## Als Film- und Musikvideoschauplatz
Die erste Staffel der Serie 4 Blocks (2017) beginnt mit einer Razzia in der High-Deck-Siedlung.
Musikvideos
- Kein Liebeslied (2012) von Kraftklub[64]
- Friesenjung (2023) von Joost, Ski Aggu, Otto Waalkes (ab 0:55 min)[65]